# Mizuki Noguchi
Mizuki Noguchi (jap. 野口 みずき Noguchi Mizuki; * 3. Juli 1978 in Ise) ist eine japanische Langstreckenläuferin und Olympiasiegerin.
Noguchi begann während ihrer Schulzeit mit dem Lauftraining, in der ersten Klasse der Sekundarstufe. Zunächst lief sie 3000-Meter-Rennen sowie Marathon-Staffeln (Ekiden). 1997 wurde sie in die Firmenmannschaft des Bekleidungsherstellers Wacoal aufgenommen. 1999 wechselte sie in die Mannschaft des Warenterminhändlers Globaly. In Japan ist es üblich, dass große Unternehmen eigene Mannschaften für Langstreckenläufer unterhalten, mitsamt dem ganzen Betreuerstab (also ähnlich wie beim Radsport in Europa). Die Athleten gelten dann rechtlich als Angestellte.
Nachdem Noguchi 1999 den Halbmarathon von Inuyama gewonnen hatte, beschloss sie, sich auf diese Disziplin zu spezialisieren. In jenem Jahr war Noguchi als Zweite der Weltrangliste klassiert. 1999 wurde sie Zweite bei den Halbmarathon-Weltmeisterschaften und in den beiden folgenden Jahren Vierte. 2001 gewann sie die japanische Firmenmeisterschaft. Bis 2004 nahm sie an 24 Halbmarathons teil, von denen sie 14 gewann, so dass sie als „Königin des Halbmarathons“ bezeichnet wurde. Nur zweimal wurde sie von einer Japanerin geschlagen. Im März 2002 bestritt sie beim Nagoya-Marathon zum ersten Mal die volle Distanz und gewann das Rennen auf Anhieb in 2:25:35 h. Ein Jahr später verbesserte sie als Siegerin des Osaka Women’s Marathon diese Marke auf 2:21:18 h.
Beim Marathon der Weltmeisterschaften 2003 in Paris/Saint-Denis wurde sie Zweite hinter Catherine Ndereba. Bei den Olympischen Spielen in Athen gewann sie den Marathonlauf in einer Zeit von 2:26:20 h vor Catherine Ndereba und Deena Kastor. 2005 lief sie beim Berlin-Marathon, wo schon ihre Landsmänninnen Naoko Takahashi und Yōko Shibui unter 2:20 Stunden geblieben waren, mit 2:19:12 h sowohl Strecken- wie auch Asienrekord.
Im November 2007 meldete sie sich eindrucksvoll auf der Marathonstrecke zurück, als sie beim Tokyo International Women’s Marathon mit 2:21:37 h einen Streckenrekord aufstellte.
Mizuki Noguchi hat bei einer Größe von 1,50 m ein Wettkampfgewicht von 41 kg.